# Rafael Forster
Rafael Forster (ur. 23 lipca 1990 w São José w stanie Santa Catarina) – brazylijski piłkarz, grający na pozycji obrońcy.

## Kariera piłkarska

### Kariera klubowa
Wychowanek klubu SC Internacional. W 2010 rozpoczął karierę piłkarską w Internacional. Nie rozegrał żadnego meczu w podstawowym składzie dlatego 1 marca 2010 został wypożyczony do Náutico. W 2011 przeszedł do Audax São Paulo. Po roku przeniósł się do Audax Rio de Janeiro. 12 marca 2013 zasilił skład Brasil Pelotas. 20 kwietnia 2015 dołączył do Goiás EC. 20 stycznia 2016 podpisał 2-letni kontrakt z Zorią Ługańsk. 30 sierpnia 2017 przeszedł do Łudogorca Razgrad.

## Sukcesy i odznaczenia

### Sukcesy piłkarskie
Brasil Pelotas
- wicemistrz Campeonato Brasileiro Série D: 2014

Goiás
- mistrz Campeonato Goiano: 2015